# Spherillo howensis
Spherillo howensis är en kräftdjursart som beskrevs av Lewsi1998. Spherillo howensis ingår i släktet Spherillo och familjen Armadillidae. Inga underarter finns listade i Catalogue of Life.